# Francesco Albani
Francesco Albani, född 17 augusti 1578 i Bologna, död 4 oktober 1660 i Bologna, var en italiensk målare tillhörig Bolognaskolan, verksam i Bologna och Rom. Han härstammade från den albanska adelssläkten Albani.

## Biografi
Albani studerade först för den flamländske målaren Denis Calvaert och sedan vid Carracciakademin. I Rom fick han många viktiga uppdrag, men 1625 återvände han till sin hemstad. Här ägnade han sig framför allt åt landskapsmåleri med staffage.

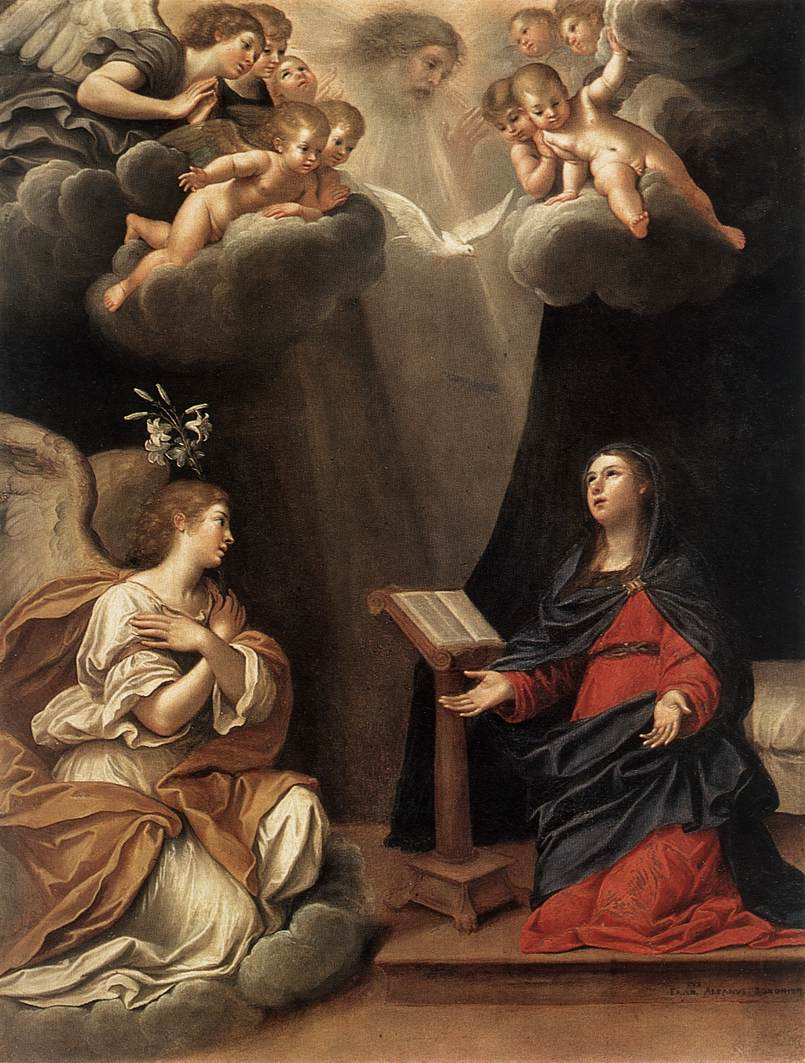
Francesco Albani – Bebådelsen (cirka 1645). Eremitaget, Sankt Petersburg.

Albani var lärare åt Carlo Cignani.

### Måleri
Albani blev populär bland sina samtida för sina altartavlor och intagande religiösa och målningar, men har särskilt gjort sig känd genom en mängd mytologiska scener, i vilka Venus, omgiven av lekande amoriner, är huvudpersonen. Som modeller använde han oftast sin sköna maka och sina barn. Miljön är nästan alltid ljuva och arkadiska herdelandskap.
Prov på hans mjuka, graciösa konst finns i de flesta europeiska museer. På Nationalmuseum, Stockholm, finns en mycket typisk Venus omgiven av amoriner i landskap och på Vänersborgs museum.